# Todd Palin
Todd Mitchell Palin (Dillingham, Alaska; 6 de septiembre de 1964) es un empresario estadounidense operador de pozos de petróleo y ex primer caballero de Alaska. Estuvo casado con Sarah Palin, gobernadora de Alaska entre 2006 y 2009, que fue la candidata a vicepresidente de los Estados Unidos por el Partido Republicano, en las elecciones presidenciales del año 2008.